# Alfred Ibach
Alfred Ibach (* 26. Dezember 1902 in Saarbrücken; † 16. Juni 1948 in Wien) war ein deutscher Dramaturg, Schauspieler, Verleger und Autor.

## Leben
Ibach war nach seinem Studium und seiner Promotion ab 1925 als Schauspieler und Dramaturg an den Städtischen Bühnen in Frankfurt am Main tätig. Max Reinhardt holte ihn 1927 nach Berlin. 1936 übersiedelte er nach Wien, wo er beim Verlag „E.P. Tal & Co.“ Verlagsleiter wurde. 1938, nach dem Anschluss Österreichs an das Deutsche Reich, floh die jüdische Alleininhaberin und Geschäftsführerin Lucy Tal in die USA. Der Verlag wurde „arisiert“ und von Ibach – ab 1939 unter dem Namen „Alfred Ibach Verlag“ – weitergeführt. Ab 1938 war er geschäftsführender Direktor des Theaters in der Josefstadt unter der Intendanz von Heinz Hilpert. Nach Kriegsende war er Chefdramaturg unter Rudolf Steinböck.
Im Jahr 1955 wurde in Wien-Donaustadt (22. Bezirk) die Ibachstraße nach ihm benannt.

## Filmografie
- 1948: Das andere Leben (Drehbuch)